# Ut (Insel)
Ut ist eine der indonesischen Kei-Inseln.

## Geographie
Ut liegt nördlich der Insel Kei Kecil. Ut gehört zum Distrikt (Kecamatan) Pulau Dullah Selatan des Regierungsbezirks (Kabupaten) der Südostmolukken (Maluku Tenggara). Dieser gehört zur indonesischen Provinz Maluku.